# 尼科巴县
尼科巴县是印度联邦属地安达曼-尼科巴群岛所辖的3个县之一。尼科巴县辖有整个尼科巴群岛。该县面积1,841平方公里，总人口42,068（2001年）。该县行政中心位于卡尔尼科巴岛。

## 历史
尼科巴县成立于1974年8月1日，由当时的安达曼县析置。
在2004年印度洋大地震中，该地遭受严重损失，伤亡惨重。

## 行政区划
尼科巴县辖有8个乡：卡尔尼古巴（Car Nicobar），格莫爾達（Kamrota），楠考里（Nancowry），小尼科巴（Little Nicobar），北大尼科巴（North Great Nicobar），南大尼科巴（South Great Nicobar），卡徹爾（Katchal），特雷莎-焦拉（Teressa-Chowra）。